# Michel Benhami
Michel Loures Benhami, mais conhecido como apenas Michel Benhami ou Michel (Juiz de Fora, 3 de maio de 1988) é um ex-futebolista brasileiro que atuava como volante ou lateral-esquerdo. 

## Carreira
Michel começou sua carreira nas categorias de base do Tupi em 2008 e logo no ano seguinte teve suas primeiras chances no time profissional, estreiou como titular no empate por 0–0 diante do Social em partida válida pelo Campeonato Mineiro. No mesmo se transferiu para o Goiás onde teve uma passagem rápida e logo retornou no ano seguinte para o Tupi. Marcou seu primeiro gol pelo time mineiro na goleada por 4–2 diante do Uberaba em partida válida pelo Campeonato Mineiro. No mesmo ano esteve presente na campanha que consagrou o Tupi campeão da Série D de 2011.
Em 2012 foi contratado pelo Mogi Mirim para a disputa do Campeonato Paulista do ano seguinte. No ano seguinte foi anunciado pelo Tupi o seu retorno ao time que o revelou. Na temporada de 2014 foi anunciado como reforço da Caldense para a disputa do Campeonato Mineiro e da Copa do Brasil, realizou sua estreia pelo time mineiro no empate por 0 a 0 diante do Guarani-MG.
No mesmo ano foi anunciado como reforço do ABC para o restante da temporada, estreou oficialmente na vitória por 2 a 0 diante do América de Natal em partida válida pelo Campeonato Brasileiro. Sendo uns dos destaques do ABC na temporada, teve seu contrato renovado para a temporada de 2015. Marcou seu primeiro gol pelo time alvinegro no empate por 2 a 2 diante do Corintians de Caicó em partida válida pelo Campeonato Potiguar.
Em outubro de 2015 pediu desligamento do ABC.
Em abril de 2017 foi contratado pelo Volta Redonda.
Em fevereiro de 2021 anunciou sua aposentadoria. O principal motivo foram as decorrentes lesões.

## Títulos
Tupi
- Campeonato Brasileiro - Série D: 2011

ABC
- Copa RN: 2015